# Municipio de Lincoln (condado de Ottawa)
El municipio de Lincoln (en inglés: Lincoln Township) es un municipio ubicado en el condado de Ottawa en el estado estadounidense de Kansas. En el año 2010 tenía una población de 154 habitantes y una densidad poblacional de 1,66 personas por km².

## Geografía
El municipio de Lincoln se encuentra ubicado en las coordenadas 39°0′43″N 97°25′21″O / 39.01194, -97.42250. Según la Oficina del Censo de los Estados Unidos, el municipio tiene una superficie total de 92.91 km², de la cual 92,83 km² corresponden a tierra firme y (0,08 %) 0,08 km² es agua.

## Demografía
Según el censo de 2010, había 154 personas residiendo en el municipio de Lincoln. La densidad de población era de 1,66 hab./km². De los 154 habitantes, el municipio de Lincoln estaba compuesto por el 97,4 % blancos, el 0,65 % eran de otras razas y el 1,95 % eran de una mezcla de razas. Del total de la población el 1,3 % eran hispanos o latinos de cualquier raza.